# Traunviertel

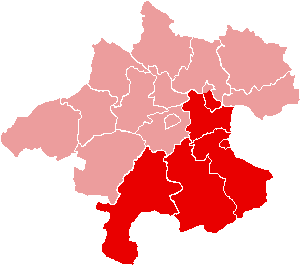
Le Quartier de Traun, en Haute-Autriche

Le Quartier de Traun (en allemand : Traunviertel, ou anciennement Traunkreis « cercle de Traun ») est l'une des quatre régions historiques (« quartiers ») de la Haute-Autriche. Il tire son nom de la Traun qui arrose la région.
Il regroupe les districts de Linz, Linz-Land, Steyr, Steyr-Land, Kirchdorf et Gmunden.